# Lista över Vietnams monarker
Detta är en kronologisk lista över Vietnams monarker. De kallade sig både kung (vua eller vương 王) och kejsare (hoàng đế 皇帝), och vanligen används i Vietnam benämningen kung (vua). Den franska kolonialmakten använde gärna ordet kejsare (empereur), och därför har även den benämningen blivit vanlig i europeiska språk. De flesta vietnamesiska monarker är kända under sina postuma tempelnamn, men kejsarna från den sista dynastin, Nguyendynastin, kallas vanligen efter sina regentperiodsnamn.
- Ngo-dynastin, 939-965
  - Ngô Quyền
  - Dương Tam Kha
  - Ngô Xương Ngập
  - Ngô Xương Văn
- Dinh-dynastin, 968-980
  - Đinh Bộ Lĩnh
  - Đinh Phế Đế
- Tidiga Le-dynastin, 980-1009
  - Lê Hoàn
  - Lê Long Việt
  - Lê Ngọa Triều
- Ly-dynastin 1010-1225
  - Lý Thái Tổ
  - Lý Thái Tông
  - Lý Thánh Tông
  - Lý Nhân Tông
  - Lý Thần Tông
  - Lý Anh Tông
  - Lý Cao Tông
  - Lý Huệ Tông
  - Lý Chiêu Hoàng
- Tran-dynastin 1225-1400
  - Trần Thái Tông
  - Trần Thánh Tông
  - Trần Nhân Tông
  - Trần Anh Tông
  - Trần Minh Tông
  - Trần Hiến Tông
  - Trần Dụ Tông
  - Hôn Đức Công
  - Trần Nghệ Tông
  - Trần Duệ Tông
  - Trần Phế Đế
  - Trần Thuận Tông
  - Trần Thiếu Đế
- Ho-dynastin 1400-07
  - Hồ Quý Ly
  - Hồ Hán Thương
- Senare-Trandynastin 1407-13
  - Giản Định Đế
  - Trùng Quang Đế
- Kinesiskt styre 1414-27
- Senare Le-dynastin 1428-1524
  - Lê Thái Tổ
  - Lê Thái Tông
  - Lê Nhân Tông
  - Lê Nghi Dân
  - Lê Thánh Tông
  - Lê Hiến Tông
  - Lê Túc Tông
  - Lê Uy Mục
  - Lê Tương Dực
  - Lê Chiêu Tông
  - Lê Cung Hoàng
- Mac-dynastin 1527-92
  - Mạc Thái Tổ
  - Mạc Thái Tông
  - Mạc Hiến Tông
  - Mạc Tuyên Tông
  - Mạc Mậu Hợp
  - Mạc Toàn
- Trinh-hövdingarna 1539-1786 (i norr)
  - Thế Tổ Minh Khang
  - Bình An Vương
  - Thanh Đô Vương
  - Tây Đô Vương
  - Định Vương
  - An Đô Vương
  - Uy Nam Vương
  - Minh Đô Vương
  - Tĩnh Đô Vương
  - Điện Đô Vương
  - Đoan Nam Vương
  - Án Đô Vương
- Nguyen-hövdingarna 1558-1778 (i söder)
  - Chúa Tiên
  - Chúa Sãi hay Chúa Bụt
  - Chúa Thượng
  - Chúa Hiền
  - Chúa Nghĩa
  - Minh Vương
  - Ninh Vương
  - Vũ Vương
  - Định Vương
  - Nguyễn Vương
- Tay Son-dynastin 1778-1802
  - Thái Đức (Nguyễn Nhạc)
  - Quang Trung (Nguyễn Huệ)
  - Cảnh Thịnh (Nguyễn Quang Toản)
- Nguyen-dynastin 1802-1945
  - Gia Long, 1802-19
  - Minh Mạng, 1820-40
  - Thiệu Trị, 1807-47
  - Tự Đức, 1848-83
  - Dục Đức, 1883
  - Hiệp Hoà, 1883
  - Kiến Phúc, 1883-84
  - Hàm Nghi, 1884-85
  - Đồng Khánh, 1886-88
  - Thành Thái, 1889-1907
  - Duy Tân, 1907-16
  - Khải Định, 1916-25
  - Bảo Đại, 1926-45